# 梅日希里亚官邸
梅日希里亚官邸（羅馬化：Mezhyhiria），是乌克兰的一处庄园，維克多·亞努科維奇在担任乌克兰总理和乌克兰总统期間曾居住于此，现在由其反對者改成展示亚努科维奇“奢靡生活”的博物馆。亚努科维奇于2002年至2014年2月21日期间居住在该庄园，不過他於乌克兰亲欧盟示威运动期间被迫逃离该国。
该庄园最初是一座修道院，直到1923年苏联成立后被布尔什维克关闭。从1935年开始，该庄园一直是州政府的官邸，直到2007年被私有化。2014年，莊園又被收歸国有。
庄园面積超过140 ha（350 acre） ，位于第聂伯河岸邊（基辅水库）的新彼得里夫齊。該莊園有游艇码头、马术俱乐部、射击场、网球场等娱乐设施以及狩猎场。该庄园还有一个汽车博物馆，展示了亚努科维奇以前收藏的一些具有异国情调的汽车，该庄园还有一个高尔夫球场、一个鸵鸟养殖场、一个狗窝、众多的喷泉和人造湖、一个直升机停机坪和一个小教堂。整个建筑群被五米高的栅栏围起来。